# نادي ديبورتيفو إنسيديسا
نادي إنسيديسا الرياضي هو نادي كرة قدم إسباني من مدينة أشتورية أٌسس عام 1956. يلعب النادي في الدوري الإسباني الدرجة الثالثة.